# Tomopterna monticola
Tomopterna monticola é uma espécie de anfíbio anuro da família Pyxicephalidae. Está presente no Quénia. A UICN classificou-a como deficiente de dados.